# 石井茂利
石井 茂利（いしい しげとし）は、戦国時代から安土桃山時代にかけての武将。肥前国の戦国大名龍造寺氏の重臣。佐賀藩主鍋島氏の家老。神埼郡代。佐賀藩着座石井壱岐守家初代当主。
母方の祖母（石井石見守忠繁の正室）は鍋島清久の孫で、直茂（佐賀藩祖）の従姉である。つまり、茂利は鍋島清久の玄孫にあたる。

## 来歴
龍造寺隆信の家臣行武長門守の子として誕生。母は龍造寺氏の重臣石井石見守忠繁の娘。外祖父忠繁の養子となり、石井氏に改姓し、さらに、隆信より偏諱を受けて、「信俊」（のぶとし）と名乗った。
天正12年（1584年）、龍造寺隆信が沖田畷の戦いで戦死すると、衰退する龍造寺氏の勢力挽回に努める鍋島直茂を支えた。
直茂を補佐して、国政の事務を統括し、重用された。また、直茂から偏諱を授けられ、「信俊」改め「茂利」と名乗った。
直茂が豊臣秀吉から肥前国神埼郡を与えられると、茂利は郡代となり、郡の行政を司った。
文禄・慶長の役で、鍋島直茂が朝鮮半島に渡海すると、石井氏の十八将の一人として、龍造寺政家のもとで佐賀城留守居役をつとめた。
その後、蓮池城番に着任し、小曲出城を守備した。
慶長5年（1600年）、関ヶ原の戦いに続き、立花宗茂が籠る柳川城の攻略では、同族の石井生札義元と共に船大将に任ぜられて、水軍を率いた。
慶長7年（1602年）に病死した。龍造寺政家、鍋島直茂ともにその死を惜しんだという。家督は次男縫殿助茂清が継いだ。
子孫は、佐賀藩家老を世襲し、着座の家格で遇せられ、家禄1,250石を相伝した。

## 系譜
石井忠繁（石見守）＝①茂利（行武長門守の子）ー②茂清ー③孝成ー④常辰ー⑤常尚ー⑥常与ー⑦孝澄ー⑧孝知ー⑨孝起ー⑩孝寛＝⑪孝祖（鍋島茂辰の子）ー⑫孝善